# Спид-метал
Спид-метал (англ. speed metal, от speed — «скорость») — музыкальный жанр, одно из направлений метала, находящееся на стыке традиционного хеви-метала, трэш-метала и пауэр-метала. Стиль развился во второй половине 1970-х годов и достиг наибольшей популярности в США и Германии в 1980-е годы. Хотя спид-метал стал важным этапом в развитии металлической музыки, он так и не сложился в самостоятельное направление со своей эстетикой и отдельным фэндомом. Чаще всего к этому жанру относят не группы в целом, а отдельные альбомы и песни.

## Музыкальные особенности
Спид-метал характеризуется довольно высокой скоростью исполнения (большей, чем у «классического» хеви-метала). Для жанра спид-метал характерен высокий темп игры и короткие сольные гитарные вставки между куплетами. Вокал в спид-метале чаще всего более агрессивен, чем в хеви-метале, он бывает хриплым, с расщеплением связок (скриминг), как низким, так и пронзительным фальцетом.
Спид-метал близок к трэш-металу, но более мелодичен и демонстрирует значительно меньшее влияние панк-рока. Пауэр-метал, родственный жанр, отличается большей сложностью и мелодичностью гитарных партий, чистым высоким вокалом и бэк-вокалом.

## Истоки
Ускорение традиционного хард-рока и хеви-метала началось ещё в конце 60-х. Примером может служить песня группы Led Zeppelin «Communication Breakdown». Песня выдержана в довольно быстром темпе, и в ней используется характерный для спид-метала быстрый риффинг.
Выпущенные в начале 70-х альбомы Deep Purple In Rock, Fireball, Machine Head сыграли большую роль в формировании жанра. Песни «Speed King», «Flight Of The Rat», «Fireball», «Highway Star» выдержаны в быстром темпе, включают в себя соло на органе Хаммонда и гитарах. Песню «Highway Star» часто приводят как один из самых ранних примеров классического спид-метала. Также в качестве одного из самых ранних примеров классического спид-метала часто приводится песня «Fireball» — из-за типичного для этого жанра постоянного риффинга на одной ноте.
Песня группы Queen с их дебютного альбома 1973 года Queen «Modern Times Rock ’n’ Roll», вполне может считаться примером раннего спид-метала, за счёт довольно быстрой
и тяжёлой игры.
Другая их песня «Stone Cold Crazy» из альбома 1974 года Sheer Heart Attack также послужила предтечей спид-метала из-за быстрого темпа, а также мощного барабанного и гитарного звучания. Также к предтечам спид-метала можно отнести риффы из начала и заключения песни Queen «Brighton Rock». Ещё одним предтечей спид-метала является песня «Sheer Heart Attack» c альбома News of the World.
В качестве других примеров можно указать песни «Exciter», «Rapid Fire» Judas Priest, «Symptom of the Universe», «Into The Void» Black Sabbath, «Set Me Free» Sweet.
Также на формирование жанра оказал влияние американский рок-гитарист Ronnie Montrose. "Black Train" из альбома «Warner Brothers Presents… Montrose!», другие песни группы Montrose.
В 1980—1982 гг. начинают появляться первые демозаписи групп спид- и трэш-метала.

## История и представители
Однозначного мнения о первом музыкальном альбоме в жанре спид-метал нет. Считается, что это был дебютный альбом группы Metallica Kill 'em All в 1983 году, но на самом деле жанр окончательно сформировался на первом альбоме канадской группы Exciter Heavy Metal Maniac, вышедшем в том же 1983 году, но немного ранее, чем дебютник Metallica. Также к жанру спид-метал можно отнести и Killing Is My Business… and Business Is Good! и Peace Sells… but Who’s Buying? группы Megadeth. К спид-металу относят также альбом Metal on Metal (1982) канадской группы Anvil.
К спид-металу традиционно относят группу Motörhead, ранние альбомы Blind Guardian (Battalions of Fear, Follow the Blind, Tales from the Twilight World), Helloween (Walls of Jericho), Running Wild, первый альбом Anthrax (Fistful of Metal), ранние работы Iced Earth, Rage, музыку Judas Priest периода альбома Painkiller, а также группы Grave Digger, Gamma Ray, Living Death, Scanner, Agent Steel, Sacred Steel, Angel Dust, Chroming Rose, Annihilator, работы группы Riot (альбом Thundersteel). Впрочем, лидер Motorhead Лемми не любил подобные ярлыки и предпочитал называть свою музыку просто — «рок-н-роллом» .

## Влияние
Спид-метал стал непосредственным предшественником пауэр-метала, и большинство основных групп спид-метал со временем перешло на исполнение в этом стиле. Другим важным следствием спид-метала стало появление трэш-метала. Наконец, в сольных работах гитаристов-виртуозов зародился неоклассик-метал, представляющий собой смешение спид-метала и классической музыки.

## Представители
Журнал Metal Hammer опубликовал список из 5 самых важных альбомов спид-метала:
- Exciter — Heavy Metal Maniac (1983)
- Acid — Maniac (1983)
- Helloween — Walls of Jericho (1985)
- Agent Steel — Skeptics Apocalypse (1985)
- Enforcer — Into The Night (2008)